# To Heir Is Human
To Heir Is Human è un cortometraggio statunitense del 1944, diretto da Harold Godsoe, con Harry Langdon. 

## Trama
Il signor A. Raven Sparrow incarica Una di rintracciare Harry Fenner, erede di una ricca fortuna.
In realtà Raven Sparrow è in combutta con la nipote Velma: essi sono parenti di Harry, e, nel caso che quest'ultimo venisse a mancare nelle successive 24 ore, zio e nipote erediterebbero al posto suo.
Quando Una si presenta con Harry al luogo convenuto, Velma, Sparrow ed il loro complice Bobo cercano, ciascuno a modo suo, di uccidere l'erede, ma invano.